# Xanthopimpla flava
Xanthopimpla flava là một loài tò vò trong họ Ichneumonidae.